# Лидия (виноград)
«Лидия» — американский сорт винограда, гибрид (Vitis labrusca × Vitis vinifera), выделен из сеянцев вида V. labrusca. Синонимы: Лидия розовая, Изабелла розовая, Изабелла красная.
Относится к группе сортов типа Изабелла. Широко распространён в странах СНГ. В Европе и США запрещены к продаже вина из данного сорта.
Сила роста лозы сильная. Лист средний или крупный, пятилопастный, темно-зеленого цвета. У листьев опушение на нижней поверхности. Гроздь средняя конической формы. Урожайность этого сорта винограда сильно зависит от условий, но, как правило, высока. Ягоды по размеру средние, округлые, темно-красные, с сиреневым восковым налетом. Цветок обоеполый. Морозоустойчивость: −23-26°С. Весьма неприхотлив и устойчив к грибковым болезням (мильдью и оидиум), а также незначительно устойчив к филлоксере. Хорошо переносит повышенную влажность, не засухоустойчив.